# Mythologie hawaïenne

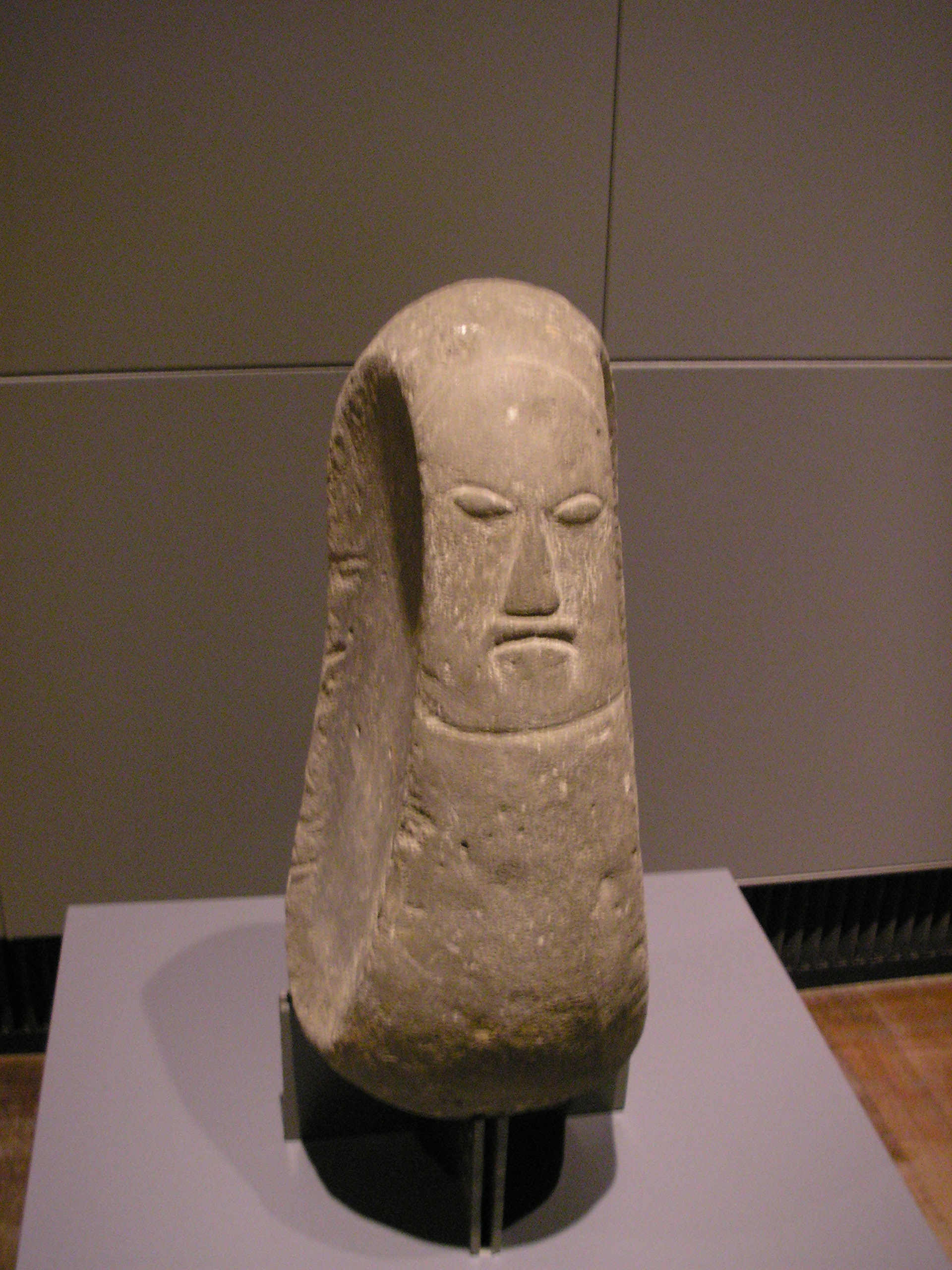
Divinité hawaïenne, probablement le dieu des sculpteurs de canoës, Musée ethnologique de Berlin

La mythologie hawaïenne se réfère aux légendes, contes historiques et récits des anciens Hawaïens. Elle est considérée comme une variante de la mythologie polynésienne ayant développé ses spécificités propres durant plusieurs siècles jusqu'à la fin du XVIIIe siècle. Elle est associée à la religion hawaïenne, officiellement abolie au XIXe siècle mais qui a survécu par le biais de quelques adeptes au début du XXIe siècle.

## Panthéon et principaux concepts
- Apukohai
- Aumakua
- ‘Elepaio
- Haikili
- Haumea
- Hiʻiaka
- Hina
- Ka'ahupahau
- Kahaʻi
- Kahōʻāliʻi
- Kalamainuʻu
- Kamapuaʻa
- Kamohoaliʻi
- Kanaloa
- Kāne
- Kāne Milohai ou Kāne-hekili
- Kapo
- Kapu (en)
- Kapua
- Kaulu
- Kinilau
- Iao
- Kū ou Kū-ka-ili-moku
- Kumulipo
- Laka
- Lono
- Mana
- Kuula, dieu du poisson
- Māui
- Menehunes
- Nāmaka
- Nightmarchers
- Nuʻu
- Paʻao
- Pakaʻa
- Paliuli
- Poliʻahu
- Pāpā
- Pélé
- Ukupanipo
- Wahie Loa
- Wākea